# Mahayag
Mahayag est une localité de la province du Zamboanga du Sud, aux Philippines. En 2015, elle compte 46 516 habitants.